# Jocs Pítics

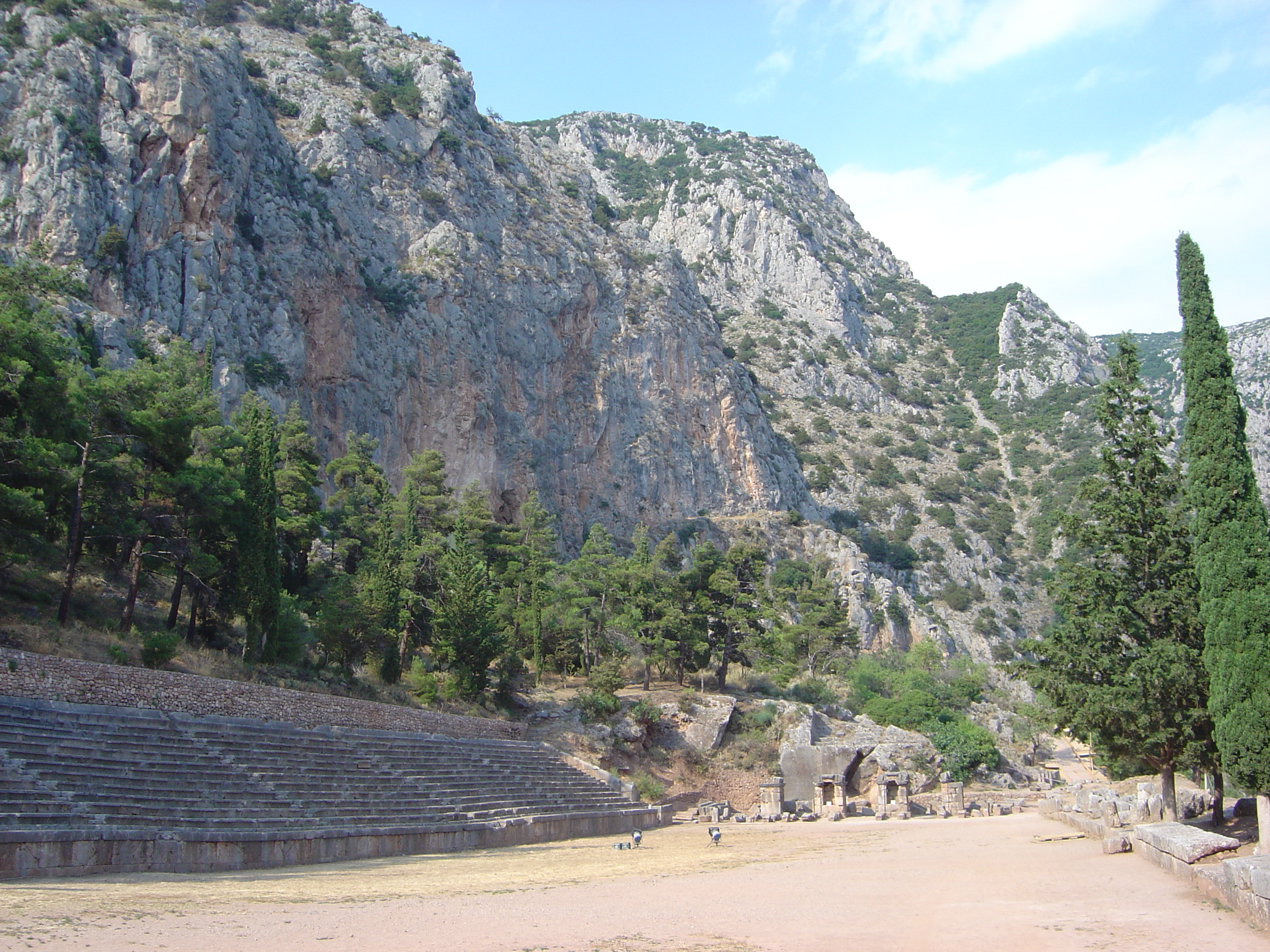
Vista de l'estadi del santuari de Delfos, usat per als jocs Pítics. Els esglaons de pedra van ser afegits pels romans.

Els jocs Pítics eren un dels quatre jocs Panhel·lènics de l'antiga Grècia, disputats cada quatre anys al santuari d'Apol·lo a Delfos.
Es disputaven en honor del déu Apol·lo, déu de la música i de la llum, dos anys abans i dos anys després dels jocs Olímpics, intercalats entre els jocs Nemeus i els jocs Ístmics. Es van fundar al voltant del segle vi aC, i, a diferència dels Olímpics, també comprenien competicions de música i poesia. En un principi van ser un seguit de competicions culturals (música i poesia) celebrades cada 8 anys, però se li van anar afegint les competicions esportives i es van acabar celebrant cada 4 anys. L'any 582 aC va ser la primera edició en el format definitiu. Segons la mitologia, els va iniciar Apol·lo, després de matar el drac serp Pitó i establir l'oracle a Delfos. Eren uns Jocs Fúnebres, perquè Apol·lo els va celebrar quan va enterrar els ossos de Pitó en una marmita a dins del seu temple.
Una variant diu que Apol·lo va anar a la vall del Tempe, a Tessàlia, enviat per Zeus per a purificar-se per la mort de Pitó, i quan va tornar a Delfos es va apoderar de l'oracle portant una corona de llorer de Tempe i una branca del mateix arbre a la mà dreta. Pee això als vencedors dels Jocs Pítics se'ls premiava amb una corona de llorer. Pausànias relaciona el premi del llorer amb el relat mític d'Apol·lo i Dafne. Pausànias també dona una altra alternativa per a la fundació dels Jocs Pítics: diu que els va instaurar Diomedes quan tornava de la Guerra de Troia.
Segons la Crònica de Paros, l'any 590 aC els amficcíons van donar premis en metàl·lic als vencedors amb el botí que havien aconseguit amb la conquesta de Crissa, però a partir del 582 aC el premi era la corona de llorer.

## La treva sagrada
Abans de l'inici dels Jocs els heralds i els teors recorrien Grècia per a proclamar la treva sagrada i així permetre que tothom pogués assistir als Jocs amb immunitat, fins i tot en temps de guerra. Si una ciutat no volia sotmetre's a aquesta norma no podia participar als Jocs i, si violava la treva, se li imposaven fortes multes i s'expulsava els seus participants.

## La competició
Els Jocs duraven diversos dies. Es començava oferint sacrificis i celebrant processons, amb els teors, els sacerdots i els participants, que anaven fins a l'altar d'Apol·lo per oferir una hecatombe i després se celebrava un banquet. També tenia lloc una representació, un drama sagrat, que escenificava la lluita entre Apol·lo i el monstre Pitó.
Més tard se celebraven els concursos musicals al teatre. Els poemes es recitaven acompanyant-los amb la cítara i sonava una música de flauta que commemorava les cinc fases de la llluita contra el dragó. A continuació se celebraven els concursos de poesia i es realitzaven representacions de tragèdies i espectacles de  dansa. També es van instaurar competicions musicals d'interpretació de cítara, sense cant. Segons Plini el Vell, també es van celebrar concursos de pintors.
Després de les competicions musicals se celebraven les competicions esportives: les competicions a l'estadi, la carrera llarga (el dòlic, aproximadament 4.800 metres), la carrera doble (diaule, de dos estadis), el pancraci, lluita, el pugilat, la carrera amb armes, el pentatló, on cada atleta es presentava a les proves de carrera, salt de longitud, lluita, llançament de disc i de javelina.
Després de les competicions gimnàstiques es celebraven els concursos hípics: les curses de cavalls, de carros amb quatre cavalls (quadrigues) i amb dos cavalls (bigues). Es disputaven a l'hipòdrom de la plana, no gaire lluny del mar, al lloc on hi havia l'estadi original. El primer vencedor d'aquestes competicions va ser Clístenes de Sició.

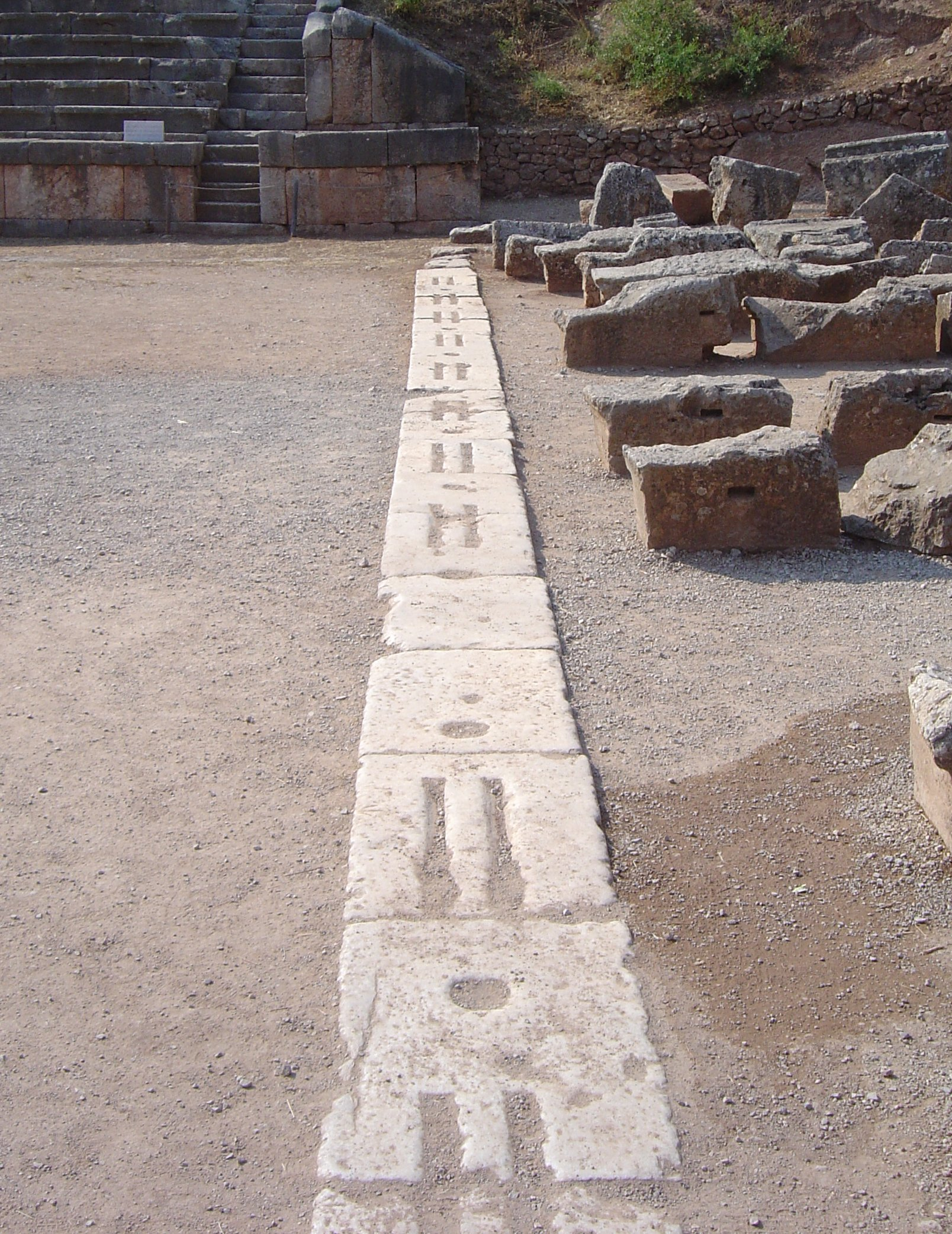
Línia de sortida de l'estadi de Delfos, usat per als jocs Pítics

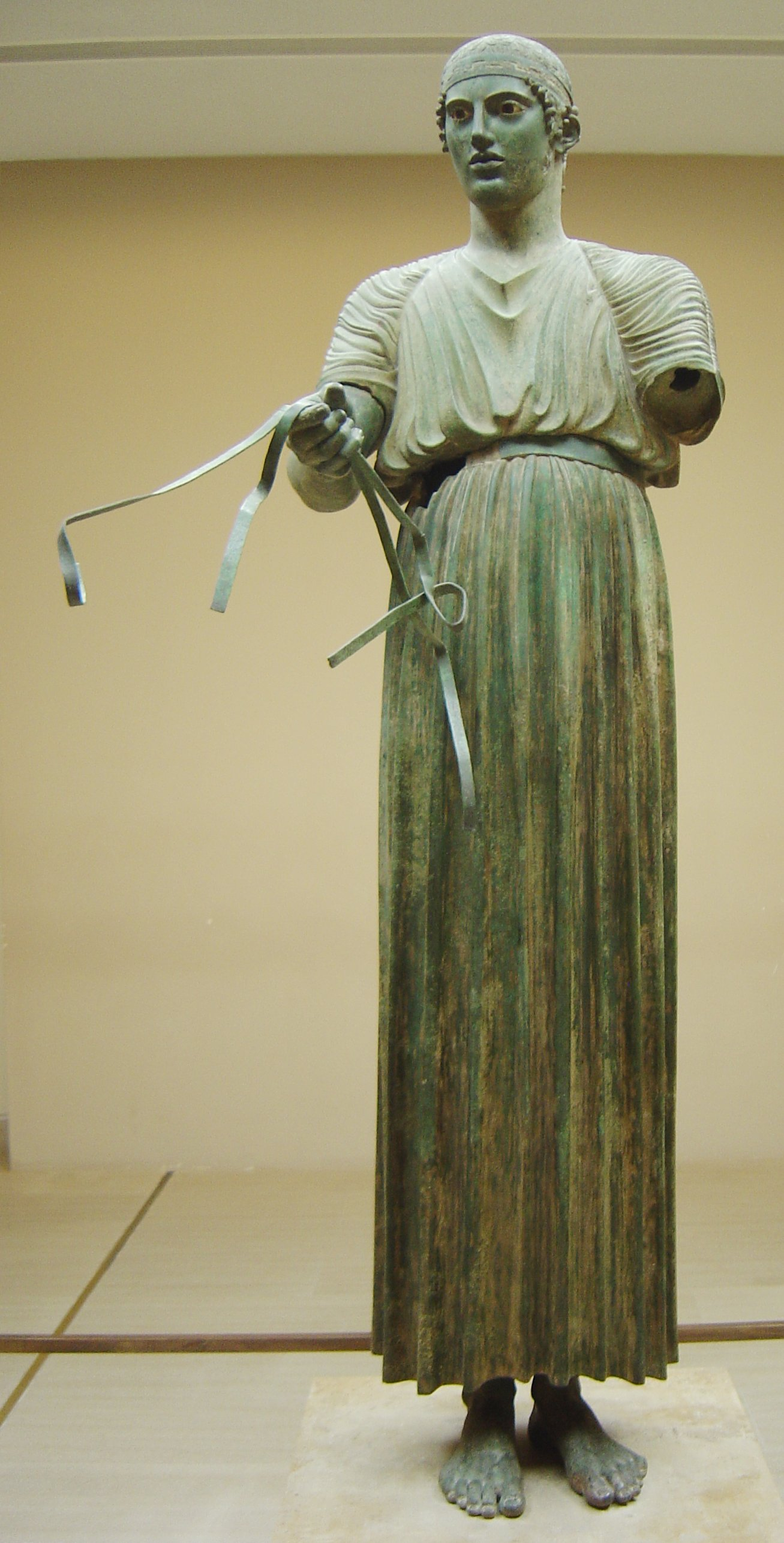
Els jocs Pítics incloïen una cursa de carrosses